# لورنس جوزيف فيلاردو
لورنس جوزيف فيلاردو (ولد في 6 يونيو 1955) هو قاضٍ فيدرالي يعمل في محكمة الولايات المتحدة الجزئية للمنطقة الغربية من نيويورك.

## السيرة الذاتية
وُلِد فيلاردو في 6 يونيو 1955 في بوفالو، نيويورك. تخرّج من مدرسة كانيسيوس الثانوية،حتى حصل على درجة بكالوريوس الآداب مع مرتبة الشرف عام 1977 من كلية كانيسيوس. وفي عام 1980، نال درجة الدكتوراه في القانون مع مرتبة الشرف من كلية الحقوق بجامعة هارفارد.عمل فيلاردو كاتبًا قانونيًا للقاضي إيرفينغ لوب غولدبرغ في محكمة الاستئناف الأمريكية للدائرة الخامسة في الفترة من 1980 إلى 1981.بين عامي 1981 و1986، عمل محاميًا مشاركًا في مكتب المحاماة دامون موري LLP. وفي عام 1986، أصبح شريكًا مؤسسًا في مكتب محاماة خاص، حيث تولّى معالجة مجموعة واسعة من القضايا المدنية والجنائية في محاكم الولايات والمحاكم الفيدرالية، سواء على مستوى المحاكم الابتدائية أو الاستئنافية، واستمر في هذا المنصب حتى عام 2015 .